# 張嵩
張 嵩（ちょう すう、生没年不詳）は、中国の五胡十六国時代の漢（後の前趙）の人物。隴西郡の出身。

## 生涯
母へ孝行を尽くすことで評判であった。母の死後、墓の側に廬を設え、哀感を顕わした。
時期は不明だが王弥に仕え、後に長史となった。王弥が漢（前趙）に降ると、張嵩もそれに付き従った。
311年6月、王弥が呼延晏・劉曜・石勒らと共に洛陽攻略に向かうと、張嵩も従軍した。洛陽陥落後、王弥は劉曜と仲違いをして、互いに殺し合い、死者は千人を超えた。張嵩は王弥へ「将軍は国家の為に大いなる事業を行っているのに、このような所でつまらぬ小競り合いをしている。何の面目あって陛下に顔向けできるのですか。洛陽平定の功は確かに将軍にありますが、劉曜は皇族ですから、ここは下手に出るべきです。孫呉を平定した際の二王（王渾と王濬）の諍いは、決して遠い話ではありません。よくお考え下さい。将軍がもし兵を動かして彼らと袂を分かったならば、子弟や宗族はどうなると思いますか」と固く諫めた。王弥は「その通りだ。私が間違っていたな」と言い、劉曜のもとに赴いて謝罪した。両者は和解し、うわべだけはお互いに友好的な態度をとるようになった。王弥は「下官（王弥）に過ちがありましたが、こうして謝罪に来たのは張長史（張嵩）がそれに気づかせてくれたからです」と述べると、劉曜は張嵩を褒め称え「君の事を朱建（前漢）のようだと思っていたが、これからは范生と言わねばならないな」 と言った。王弥と劉曜は共に、張嵩に金百斤を下賜した。
311年10月、王弥が石勒から己吾での酒宴の誘いを受けると、張嵩は専諸（春秋時代呉の人物。呉王僚を酒宴の席で暗殺した）・孫峻（三国時代呉の人物。諸葛恪を酒宴の席で暗殺した）を引き合いに出して行くのを思い止まるよう諫めた。しかし王弥は、この諫言に耳を貸さず、宴席に赴き、石勒に暗殺された。
張嵩はこの顛末を見届けると、平陽に戻って劉聡に仕えた。

## 逸話
母の葬儀を終えて年が明けたある日、突然墓地の地面が裂けた。さらに、棺が破れると、中から生きた母が姿を現したという。